# Краш (предузеће)
Краш (хрв. Kraš) је предузеће из Загреба чија је основна делатност производња кондиторских производа, односно слаткиша. Годишња производња компаније премашује 33.000 тоне. 

## Историја
Историја компаније Краш почиње 1911. године када је у Загребу фабрика Унион започела са радом. Већ од самих почетака производње, Унион постаје царски и краљевски добављач бечког двора за кондиторске производе.
Компанија Бизјак из Загреба 1923. године започиње производњу двопека и кекса. Захваљујући способности свог власника, компанија је веома брзо на тржишту шире регије постала позната по својим домаћим кексима.

Након Другог светског рата и успостављања социјалистичког тржишног уређења 1945. године, држава национализује фабрику Унион и одузима је власницима. До 1950. године долази до сједињења Униона, Бизјака и осталих мањих произвођача кондиторских производа из Загреба. Исте године власти фабрици дају ново име — Јосип Краш, по народном хероју, истакнутом члану највиших руководних тела КПХ и КПЈ који је погинуо у уличној борби с усташама, 18. октобра 1941. године у Карловцу.
Од тренутка уједињења компанија почиње свој развој као произвођач све три групе кондиторских производа: какао производа, кекса и бомбонских производа.
Друштвено предузеће Јосип Краш је 1992. године трансформисано у акционарско друштво Краш.
Најпознатији производи ове компаније су млечна чоколада Дорина, нугат десерт Бајадера, бомбоне КиКи, Бронхи, 505 са цртом, кекси Petit Beurre, Наполитанке и Домаћица, инстант чоколадни напитак Kraš Express и мале чоколадице Животињско царство.